# 北海道大学大学院経済学研究院・大学院経済学院・経済学部

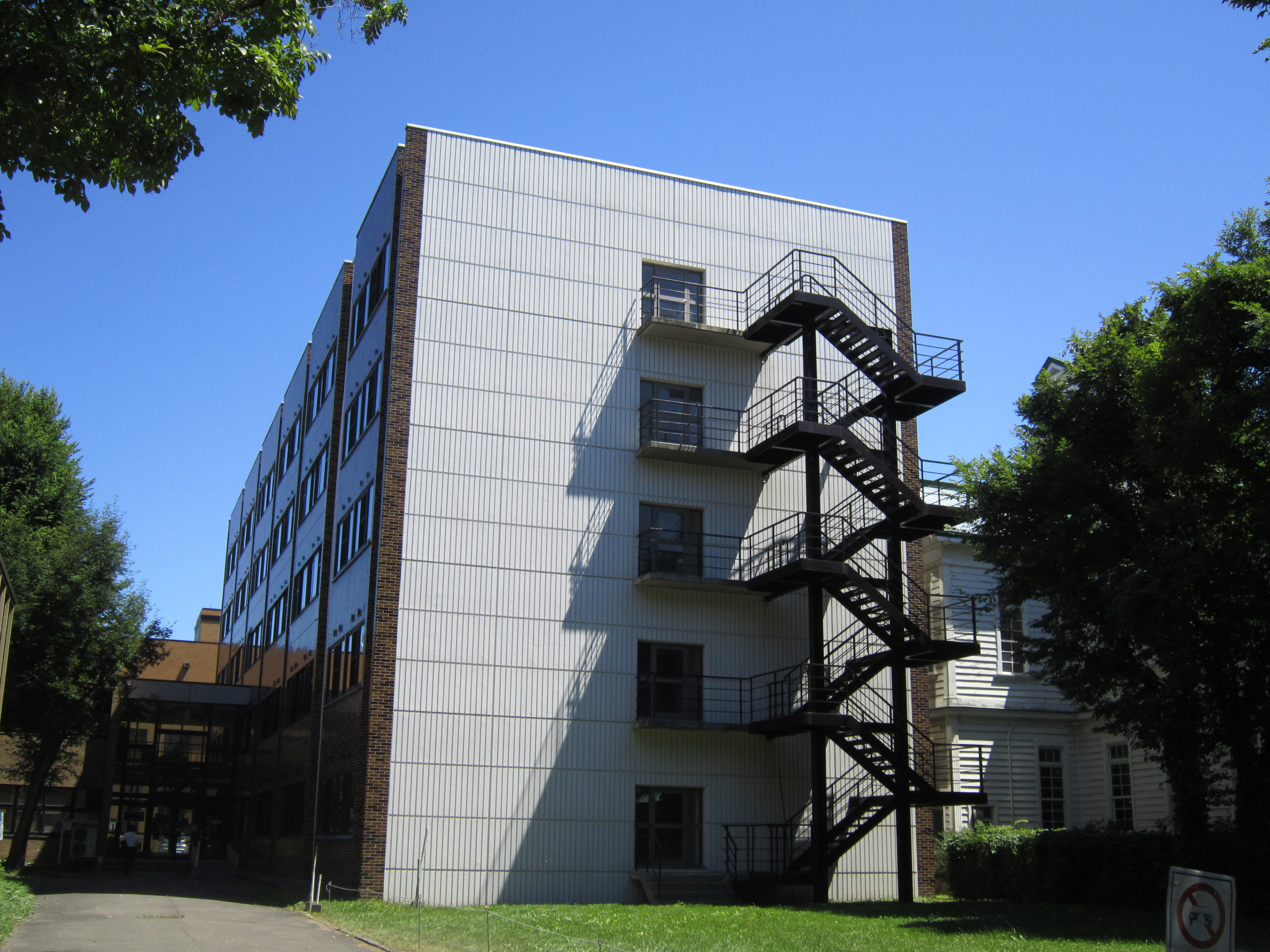
北海道大学 経済学部

北海道大学大学院経済学研究院（ほっかいどうだいがくだいがくいんけいざいがくけんきゅういん、英称:Faculty of Economics and Business）および北海道大学大学院経済学院（ほっかいどうだいがくだいがくいんけいざいがくいん、英称:Graduate School of Economics and Business）は、北海道大学大学院に設置される研究科以外の組織の一つである。また、北海道大学経済学部（ほっかいどうだいがくけいざいがくぶ、英称:School of Economics and Business）は、北海道大学に設置される学部の一つである。
北海道大学会計専門職大学院（ほっかいどうだいがくかいけいせんもんしょくだいがくいん）は、大学院経済学院の一専攻（会計情報専攻・専門職学位課程）として運営されているため、この記事で合わせて解説する。

## 沿革
- 1947年4月1日 法文学部経済学科として新設。
- 1950年4月1日 法文学部経済学科が改組され、法経学部経済学科となる。
- 1953年4月1日 大学院経済学研究科を設置。
- 1953年5月13日 経済学研究科に修士課程（経済政策専攻）を設置。
- 1953年8月1日 法経学部経済学科が改組され、経済学部経済学科となる。
- 1955年8月3日 経済学研究科に博士課程（経済政策専攻）を設置。
- 1966年4月1日 経済学部経営学科を設置。
- 1976年4月1日 経済学研究科修士課程を再編。経済政策専攻を経済学専攻に改称し、経営学専攻を増設。
- 1980年4月1日 経済学研究科博士課程に経営学専攻を増設。
- 2000年4月1日 大学院重点化完了。経済学研究科経済学専攻・経営学専攻を経済システム専攻・現代経済経営専攻・経営情報専攻に改組。
- 2005年4月1日 経済学研究科経済システム専攻・現代経済経営専攻・経営情報専攻を現代経済経営専攻・会計情報専攻に改組。
- 2017年4月1日 大学院経済学研究科を大学院経済学研究院と大学院経済学院とに改組

## 経済学部
以下2つの学科および5つの学科目に分類される。総合文系入学者・学部別入試入学者ともに1年次は全学教育科目を中心に履修するため、学科分属（総合文系入学者の学部以降を含む）および専門科目の履修開始は2年次以降となる。経済学部では演習（ゼミナール）が必修となっており、3・4年次の2年間、1つのゼミに所属することになる。
- 経済学科（入学定員100名）[1]
  - 経済理論
  - 経済史
  - 応用経済学
- 経営学科（入学定員90名）[1]
  - 経営学
  - 経営情報

## 経済学研究院・経済学院
2000年に大学院重点化がなされた。2005年に会計専門職大学院を設置したことに伴い現在の2専攻5講座に再編された。
- 現代経済経営専攻；経済学・経営学系の研究者・教員・その他職業専門人を育成することを主たる目的とする。
  - 経済分析講座
  - 社会経済・歴史分析講座
  - 経済政策講座
  - 経営分析講座
- 会計情報専攻（会計専門職大学院）（専門職学位課程）
  - 会計情報講座

## 刊行物
北海道大学経済学研究院・経済学院は日頃の研究成果を公開する為、以下の冊子を発行している。
- 「經濟學研究」 (Keizaigaku Kenkyu)

## 施設
専門科目の講義・演習は、人文・社会科学総合教育研究棟（W棟）、文系共同講義棟（軍艦講堂）、経済学部棟（研究棟）のいずれかで行われる。院生研究室は経済学部棟2階、教員研究室は同3階・4階・5階に設置されている。
上記3つの建物および附属図書館、公共政策大学院棟、法学部棟、文学部棟、教育学部棟は連絡通路を介して相互に繋がっており、W棟と軍艦講堂は他の文系学部等（法学研究科・法学部、文学研究科・文学部、教育学研究院・教育学院・教育学部など）と共用している。
文系の学部棟およびW棟は24時間365日利用可能であるが、深夜時間帯（22時00分～翌5時00分）は各建物の出入口ドアが施錠されるので、22時以降に屋外から研究棟・W棟に入ることはできない。ただし、建物内部から出ることは可能である。

### アクセス
札幌キャンパスのクラーク像や中央ローンが所在する南エリア（北9条西7丁目・北10条西7丁目）に位置しており、交通至便である。
- JR札幌駅下車、徒歩8分
- 札幌市営地下鉄南北線北12条駅下車、徒歩8分
- 高速おたる号（北大経由）北大正門前下車、徒歩4分

## 歴代経済学研究科長・経済学部長
歴代経済学研究科長・経済学部長は以下の通り。
| 代     | 氏名       | 在任時期                |
| ------ | ---------- | ----------------------- |
| 初代   | 山口和雄   | 1953年08月 - 1954年7月  |
| 第2代  | 渡辺侃     | 1954年08月 - 1957年3月  |
| 第3代  | 高倉新一郎 | 1957年04月 - 1960年3月  |
| 第4代  | 伊藤俊夫   | 1960年04月 - 1963年3月  |
| 第5代  | 前田新太郎 | 1963年04月 - 1965年3月  |
| 第6代  | 早川泰正   | 1965年04月 - 1967年3月  |
| 第7代  | 前田新太郎 | 1967年04月 - 1969年3月  |
| 第8代  | 新川士郎   | 1969年04月 - 1972年2月  |
| 第9代  | 酒井一夫   | 1972年03月 - 1974年3月  |
| 第10代 | 大爺栄一   | 1974年04月 - 1976年3月  |
| 第11代 | 林善茂     | 1976年04月 - 1977年8月  |
| 第12代 | 大爺栄一   | 1977年08月 - 1977年12月 |
| 第13代 | 松井安信   | 1978年01月 - 1979年12月 |
| 第14代 | 石垣博美   | 1980年01月 - 1981年12月 |
| 第15代 | 菅原秀人   | 1982年01月 - 1983年12月 |
| 第16代 | 是永純弘   | 1984年01月 - 1985年12月 |
| 第17代 | 長岡新吉   | 1986年01月 - 1987年12月 |
| 第18代 | 所哲也     | 1988年01月 - 1989年12月 |
| 第19代 | 荒又重雄   | 1990年01月 - 1991年12月 |
| 第20代 | 佐藤茂行   | 1992年01月 - 1993年12月 |
| 第21代 | 小林好宏   | 1994年01月 - 1995年12月 |
| 第22代 | 石坂昭雄   | 1996年01月 - 1997年12月 |
| 第23代 | 内田和男   | 1998年01月 - 2001年3月  |
| 第24代 | 唐渡興宣   | 2001年04月 - 2002年7月  |
| 第25代 | 内田和男   | 2002年08月 - 2004年7月  |
| 第26代 | 井上久志   | 2004年08月 - 2008年7月  |
| 第27代 | 町野和夫   | 2008年08月 - 2012年3月  |
| 第28代 | 吉見宏     | 2012年04月 -            |

## 著名な出身者

### 政治
- 長谷川岳 - 総務副大臣、YOSAKOIソーラン祭り創始者
- 津川祥吾 - 元復興大臣政務官、元国土交通大臣政務官
- 工藤広 - 稚内市長、元稚内市副市長
- 桜井道夫 - 元美唄市長、元美唄市企画財政部長

### 行政
- 中村吉利 - 防衛省地方協力局長、元外務省軍縮不拡散・科学部大使
- 我孫子健一 - 元北海道副知事、元北海道空港社長、元北海道国際航空会長
- 堀井啓一 - 秋田県副知事、元秋田県総務企画部長
- ソールット・スックターウォン - 在福岡タイ王国総領事

### 経済
- 青木信之 - 元大都魚類社長
- 池田拓史 - 新潟アルビレックス・ベースボール・クラブ社長
- 泉誠二 - 元北海道電力社長、元北海道経済連合会会長
- 板垣好紀 - 太平洋興発社長
- 猪又將哲 - ファイバーゲート創業者・社長
- 杉本直栄 - 元ジャックス社長、元日本クレジット協会会長
- 永松昌一 - 野村不動産ホールディングス会長、元野村ホールディングス副社長
- 成田一夫 - 元マツモトキヨシ社長
- 松谷克 - 元日本紙パルプ商事社長、元日本洋紙代理店会連合会会長
- 山川広行 - 札幌ドーム社長、元北海道銀行副頭取
- 山崎周二 - 全国農業協同組合連合会理事長
- 横田浩 - トクヤマ社長、元塩ビ工業・環境協会会長、元日本ソーダ工業会会長
- 綿貫泰之 - JR北海道社長

### 研究
- 阿部秀明 - 商学、北海商科大学教授、NIRA政策研究・東畑記念賞
- 穴沢眞 - 経済学、小樽商科大学学長
- 荒又重雄 - 経済学、北海道大学名誉教授、元釧路公立大学学長
- 伊藤昭男 - 観光学、北海商科大学学長
- 伊藤セツ - 女性学、昭和女子大学名誉教授、元社会政策学会代表幹事、日本家政学会賞
- 片岡孝夫 - マクロ経済学、早稲田大学教授
- 木村光彦 - 経済学、青山学院大学教授、元神戸大学教授
- 黒瀬一弘 - 経済学、東北大学教授
- 小林好宏 - 経済学、北海道大学名誉教授
- 是永純弘 - 統計学、北海道大学名誉教授
- 佐藤和夫 - 経済学、ラトガーズ大学名誉教授
- 佐藤茂行 - 経済学、北海道大学名誉教授
- 所哲也 - 経済学、北海道大学名誉教授
- 長尾克子 - 工業技術史学、静岡文化芸術大学助教授
- 西川博史 - 経済史、北海学園大学教授
- 平本健太 - 経営学、北海道大学教授
- 本間雅美 - 世界経済論、札幌大学教授
- 宮川昭義 - 会計学、拓殖大学教授
- 森杲 - 経済史、北海道大学名誉教授
- 山田仁一郎 - 経営学、京都大学教授、日本ベンチャー学会副会長
- 山本哲三 - 経済学、早稲田大学名誉教授
- 吉原直毅 - 経済学、マサチューセッツ大学アマースト校教授、経済理論学会奨励賞
- 渡邊純子 - 経済史、京都大学教授、モロゾフ取締役、元日本電産監査役

### 文化
- 大谷皿屋敷 - 劇作家
- 富樫倫太郎 - 小説家、歴史群像大賞
- 西谷史 - 小説家、女神転生シリーズ原作者
- 松崎真人 - シンガーソングライター、ヤマハポピュラーソングコンテスト優秀曲賞
- 寺島良 - 調教師

### その他
- 稲田秀樹 - テレビ東京編成局次長
- 後藤一也 - 北海道文化放送プロデューサー
- 布施祐仁 - 日本平和委員会機関紙『平和新聞』編集長、平和・協同ジャーナリスト基金賞
- 宮川東一 - 孫文と大月薫の孫

## 博士号取得者
- 伊藤俊夫 - 経済学、北海道大学名誉教授、元日本学術会議会員、北海道文化賞
- 牛丸元 - 経営学、明治大学副学長、公認会計士試験試験委員
- 木原隆司 - 経済学、元九州大学教授、元国税庁関東信越国税不服審判所長
- 新川士郎 - 経済学、北海道大学名誉教授、元日本学術会議会員
- 早川泰正 - 経済学、北海道大学名誉教授、元千葉商科大学学長
- 前田新太郎 - 経済学、元北海道大学教授、元千葉大学教授